# دهگاه شماره ۲
دهگاه شماره ۲ یک روستا در ایران است که در شهرستان ایذه استان خوزستان واقع شده‌است. دهگاه شماره ۲ ۱۳۵ نفر جمعیت دارد.

## جمعیت
این روستا در دهستان مرغا قرار دارد و براساس سرشماری مرکز آمار ایران در سال ۱۳۸۵، جمعیت آن ۱۳۵ نفر (۲۲ خانوار) بوده‌است.